# 花园乡 (安康市)
花园乡是中国陕西省安康市汉滨区下辖的一个乡。2011年，陕西省人民政府调整全省乡镇，花园乡、富强乡并入五里镇。

## 行政区划
花园乡下辖以下行政区：
八里村、洪家沟村、团结村、洪台村、郭家湾村、党营村、三元宫村、郑家营村、陈家营村、龙骨村、冯家河村、牛岔湾村、桥沟村、七里村、药树垭村、大王庙村、乌滩河村、牛山村、张光石村